# Oliarus orono
Oliarus orono är en insektsart som beskrevs av George Willis Kirkaldy 1902. Oliarus orono ingår i släktet Oliarus och familjen kilstritar.

## Underarter
Arten delas in i följande underarter:
- O. o. molokaiensis
- O. o. oahuensis